# Vytina
Vytina (em grego:  Βυτίνα) é um vilarejo, unidade municipal e ex-município na Arcádia, Grécia. Em 2011, foi fundido com sete outros municípios para formar o novo município de Gortynia, tornando-se sede deste. A unidade municipal tem uma área de 139.309 km2. A sé do antigo município era o vilarejo de Vytina, hoje sendo transferida para Dimitsana. O vilarejo fica na base da cadeia montanhosa do Menalo. A área produz mármore, em uma variedade chamada Negro de Vytina, com a qual foi construída a Igreja de São Trifão, importante atração regional.
Vytina fica 10 km a leste de Levidi, 15 km a nordeste de Dimitsana e 24 km a nordeste de Tripoli.

## Subdivisões
A unidade municipal Dimitsana é dividida nas seguintes comunidades (vilarejos entre parênteses):
- Elati
- Kamenitsa (Kamenitsa, Karvouni)
- Lasta (Lasta, Agridaki)
- Magouliana (Magouliana, Pan)
- Nymfasia
- Pyrgaki (Pyrgaki, Methydrio)
- Vytina (Vytina, Moni Panagias Kernitsis)